# Figueiras (Cabo Verde)
Figueiras es una localidad caboverdiana del municipio de Ribeira Grande.

## Geografía
La localidad está situada en la isla Santo Antão.

## Organización territorial
La localidad abarca los lugares y barrios de:
- Cancela
- Covoada
- Figueiras de Cima
- Joana Deque
- Lombo de Galinha
- Meio d'Gores
- Meio de Espanha
- Moroços
- Os Lombos
- Selada de Chapa